# Trillkloster
Das Trillkloster war ein Kloster der Celliten, danach ein Hospital und ein Armenhaus in Halberstadt vom 14. bis zum 19. Jahrhundert.

## Lage

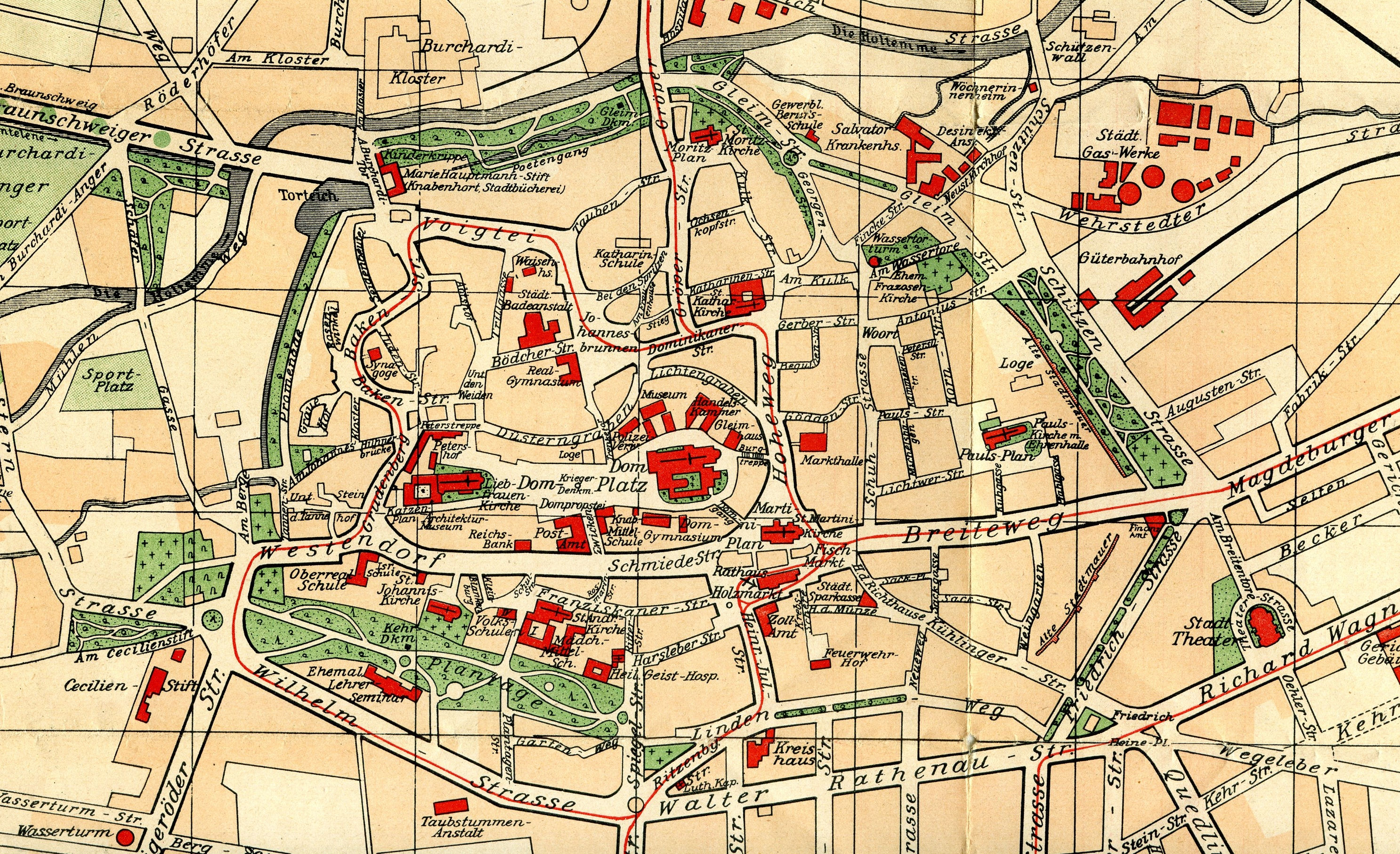
Halberstadt, 1900, das Trillkloster befand sich am unteren Ende der Trillgasse (links vom T) im nordöstlichen Teil der Altstadt

Das Trillkloster befand sich im nordöstlichen Teil der mittelalterlichen Stadt Halberstadt, im Westendorf, nördlich des Klosters St. Nicolai und des Doms, an der jetzigen Trillgasse Ecke An den Weiden 1.
Zum Kloster gehörten eine Kapelle, mehrere weitere Gebäude und ein kleiner Garten sowie zeitweise das Maria-Magdalena-Hospital. Die Gebäude sind nicht erhalten.

## Cellitenkloster

### Historische Entwicklung
1375 erhielten die armen Brüder den Hof mit der steinernen Pforte in Halberstadt zur Nutzung. (Dieser blieb der Standort bis in das 19. Jahrhundert.) Von 1540 ist die letzte mittelalterliche Quelle über sie bekannt, der Konvent bestand aber möglicherweise weiter bis nach 1574. Bald danach hörte er auf, in der bisherigen Form zu bestehen.

### Strukturen
Sie wurden 1375 als arme Brüder und willige arme Knechte bezeichnet, 1420 als Trullebrodern, 1485 als willige arme und Cellenbroderen, 1500 als Celliten oder Lollarden, und 1574 als Trolbrüder. Dieses waren die üblichen wechselnden Bezeichnungen für die Laienbrüdergemeinschaft der Celliten bzw. Alexianer, die zunächst mit einer eigenen Ordnung in einem Konvent zusammenlebten, seit 1472 als anerkannter Orden.
Es sind die Namen von einigen Brüdern aus dem 14. und 15. Jahrhundert bekannt, darunter ungewöhnlicherweise 1375 auch ein Priester.
Sie wurden von einem Prokurator des Augustiner-Chorherrenstiftes St. Johannis kontrolliert. 1471 war der Augustiner Johannes Busch bei einer solchen Visitation anwesend. Die Brüder widmeten sich vor allem der Krankenpflege.

### Maria-Magdalenen-Hospital
1500 erhielten die Brüder ein Grundstück, auf dem sie das Maria-Magdalenen-Hospital gründeten. Dieses befand sich in der späteren Trillgasse etwa in der Mitte, nur wenige Häuser nördlich vom Trillkloster.
1754 gab es an dessen Stelle einen unbebauten Maria-Magdalenen-Platz.

## Hospital
Die Entwicklung in den nächsten Jahrzehnten ist unbekannt. 1640 wurde erstmals das Trüllkloster genannt, neben anderen Häusern, ohne Angaben zur Nutzung.
Spätestens seit 1669 wurde dieses als Hospital und Stiftung genutzt. Wahrscheinlich 1712 wurde der Regierungspräsident Melchior von Ruck dort bestattet.
Um 1805 bestand das Trillkloster noch als Hospital, um 1810 wurde es wie die meisten anderen Halberstädter Klöster und Hospitäler offenbar aufgelöst. 1816 verkaufte es die Stadt an  Aron Meyer. Dabei wurden der Altar mit Altarblatt (Altarbild), eine Kanzel, Kirchenbänke und weiteres Inventar der Kapelle erwähnt. Diese wollte der Käufer abreißen, sollte aber die darin befindlichen Begräbnisplätze erhalten. 1853 wurde das Hospital als abgebrochen bezeichnet.

## Armenhaus
1860 und 1875 war das Trillkloster dann das Armenhaus mit den höchsten staatlichen finanziellen Zuwendungen der Stadt.
1902 wurde eine solche Nutzung nicht mehr erwähnt.